# Chollerton
Chollerton – wieś w Anglii, w hrabstwie Northumberland. Leży 33 km na zachód od miasta Newcastle upon Tyne i 415 km na północ od Londynu.